# Ernest Cahen
Pour les articles homonymes, voir Cahen.
Ernest Cahen est un pianiste, organiste, professeur de musique, et compositeur français, né le 18 août 1828 à Paris où il est mort le 1er novembre 1893.

## Biographie
Cahen a étudié au Conservatoire de musique et de déclamation à Paris et a remporté en 1849 le deuxième Grand Prix de Rome (le premier prix n'ayant pas été attribué cette année). Il a travaillé comme organiste à l'orgue Merklin de la Grande Synagogue de la rue de la Victoire et à l'orgue Cavaillé-Coll de la synagogue de la rue Notre-Dame-de-Nazareth.
Cahen a composé plusieurs opérettes, dont Le Calfat (1858) et Le Souper de Mezzelin (1859), créées au théâtre des Folies-Nouvelles.